# Nhân học y tế
Nhân học y tế hay Nhân học y học (Tiếng Anh: Medical Anthropology) là một phân ngành trong nhân học ứng dụng tìm cách sử dụng lý thuyết của nhân học để giải thích và giải quyết các vấn đề về y tế và sức khỏe. Mục đích của nhân học y học là tìm hiểu các cảm nhận của đối tượng nghiên cứu về thân thể, sức khoẻ và bệnh tật của họ cũng như các hành động của họ liên quan đến các vấn đề này.
 Nó xem con người từ nhiều chiều và quan điểm sinh thái. Đây là một trong những chuyên ngành phát triển cao nhất của nhân loại học và nhân học ứng dụng và là một chuyên ngành của nhân học văn hóa và xã hội, nhưng gốc rễ nó nằm sâu trong y học và những ngành khoa học tự nhiên khác, bởi vì nó quan tâm đến một phạm vi rộng của những hiện tượng sinh học, đặc biệt liên quan đến sức khỏe và bệnh tật.
Theo định nghĩa của Foster và Anderson (Medical anthropology – Newyork, Wiley, 1978): Nhân học y tế là một chuyên ngành văn hóa sinh học nghiên cứu đến cả hai khía cạnh sinh học và văn hóa xã hội của hành vi loài người, đặc biệt nghiên cứu những cách thức mà hai khía cạnh này tương tác với nhau trong suốt lịch sử của nhân loại để ảnh hưởng lên sức khỏe và bệnh tật. 
Các nhà nhân học y học không nhất thiết phải được đào tạo chuyên ngành y. Họ được đào tạo để biết cách áp dụng các khoa học xã hội vào việc giúp hiểu rõ hơn về các vấn đề sức khoẻ của mọi người cũng như về cách thức mọi người tiếp nhận và xử trí các vấn đề sức khoẻ của họ.
Thuật ngữ nhân học y tế đã được sử dụng từ năm 1963 như là một nhãn cho nghiên cứu thực nghiệm và đưa lý thuyết từ các nhà nhân chủng học vào quá trình xã hội và đại diện văn hóa của sức khỏe, bệnh tật và thực hành điều dưỡng.
Ở châu Âu, các từ ngữ nhân học y học, nhân chủng học về sức khỏe và nhân học bệnh tật đã được sử dụng, và "nhân học y tế" là một từ được dịch từ thế kỷ 19 ở Tiếng Hà Lan: medische Anthropologie vào. Thuật ngữ này đã được lựa chọn bởi một số tác giả trong những năm 1940 để tham khảo nghiên cứu triết học về sức khỏe và bệnh tật.

## Lịch sử
Đến cuối thập kỷ 60, đầu những năm 70 của thế kỷ trước, nhân học mới được đề cập đến một cách hệ thống và đưa ra được một khung lý luận cho bộ môn này (Alland 1970) William Caudill (1953) là người đầu tiên xác định rõ lĩnh vực này, tiếp theo là các bài viết của Steven Polgar (1962) và Norman Scotch(1963). Trong thập kỷ 60, các viện nghiên cứu, các nhà khoa học ứng dụng, và các bác sĩ lâm sàng đã miệt mài cống hiến để tổ chức ngành khoahọc xã hội y khoa đang nổilên thành trào lưu tại các hội nghị quốc gia của Hiệp hội Nhân học Mỹ (AAA) và Hiệp hội Nhân học ứng dụng(SfAA), trong đó Caudill, Polgar, và Scotc là một trong số các nhà hoạt động hàng đầu, bên cạnh đó còn có Hazel Weidman, Arthur Rubel, Dorothea Leighton, CliffordBarnett, Marvin Opler, Marion Pearsall, Donald Kennedy, Benjamin Paul, và CharlesLeslie.
Cho đến nay, có nhiều cách định nghĩa khác nhau về 
nhân học tùy thuộc vào trọng tâm quan tâm của các nhà nhân học. Nhưng tựu trung lại, 
nhân học y học không đi sâu vào nghiên cứu về vi-rút và vi khuẩn gây bệnh cho người mà 
mục đích của nhân học là tìm hiểu các cảm nhận của con người về thân thể, sức khỏe 
và vấn đề sức khỏe của họ cũng như các hành động của họ liên quan đến các vấn đề 
sức khỏe. Nói cách khác, nhân học y học nghiên cứu những biểu tượng của một cộng đồng về 
sức khỏe, ốm đau, bệnh tật, niềm tin, cách chạy chữa và giải thích cho họ tại sao lại chọn phương pháp này, đến nơi này mà không chọn phương pháp kia, đến nơi kia để 
được chăm sóc, chữa trị.

## Nội dung nghiên cứu chính của nhân học y tế
1. Tìm hiểu sự liên quan giữa những yếu tố môi trường và sinh thái với sức khỏe và bệnh tật
2. Niềm tin và sự hiểu biết của người dân đối với bệnh tật/đau ốm trên nền tảng văn hóa của họ
3. Phản ứng của các nhóm cư dân trong xã hội đối với bệnh tật/đau ốm

Ngoài những nội dung trên, nhân học y tế còn đề cấp đến những vấn đề sau:
1. Sự phát triển của hệ thống tri thức y học và chăm sóc sức khỏe.
2. Mối liên quan giữa thầy thuốc và bệnh nhân.
3. Sự lồng ghép những hệ thống y tế trong những môi trường văn hóa đa dạng.
4. Những tác động của sinh y học và kỹ thuật sinh y học ở những nước đang phát triển.

## Tầm quan trọng của nhân học y học trong công tác chăm sóc sức khỏe
Quan niệm ốm đau, bệnh tật mang yếu tố văn hóa, xã hội. Giữa những người 
trong cuộc và ngoài cuộc, giữa nhân viên y tế và người bệnh (bao gồm cả người nhà, bạn bè 
hay cả cộng đồng dân cư) thường có những quan điểm không giống nhau về ốm đau, 
bệnh tật. Vì vậy, muốn chữa bệnh có kết quả thì điều quan trọng là cần quan tâm và 
tôn trọng sự khác nhau trong cách nhìn nhận về bệnh tật, ốm đau giữa thầy thuốc và 
bệnh nhân.
Nhân học y học ra đời giúp cho nhân viên y tế hiểu được bệnh nhân toàn diện hơn, làm cho hiệu 
quả chăm sóc, chữa bệnh tăng lên. Dựa trên cơ sở sinh học, khoa học xã hội và y học 
lâm sàng, các nghiên cứu về nhân học y học có những đóng góp đáng kể vào hiểu biết và cải 
thiện sức khỏe con người và dịch vụ y tế toàn thế giới.
Thông qua các cách tiếp cận khác nhau của nhân học y học, các nguyên nhân sâu xa về 
vấn đề sức khỏe của con người sẽ được tìm hiểu thấu đáo hơn, các quan niệm cộng 
đồng và các suy nghĩ của cá nhân người bệnh sẽ được tôn trọng và được xem xét một 
cách nghiêm túc, từ đó giúp đề xuất các giải pháp toàn diện để giải quyết các vấn đề 
sức khỏe một cách hiệu quả trên cơ sở tôn trọng các vốn quý của cộng đồng, nhờ vậy, 
mối quan hệ giữa nhân viên y tế và người bệnh sẽ được cải thiện hơn, người bệnh được tôn 
trọng sẽ dễ hợp tác và tuân thủ chế độ điều trị, góp phần tăng hiệu quả của công tác 
chăm sóc sức khỏe cho người dân.
Nói cách khác, nhân học y học giúp hệ thống y tế mạnh lên vì làm cho yêu cầu chăm sóc sức khỏe của nhân viên y tế sát với nhu cầu chăm sóc sức khỏe của mỗi người dân và của cộng đồng. Trong xã hội 
ngày nay, mỗi nhân viên y tế có trình độ chuyên môn đơn thuần không đủ mà đòi hỏi phải có 
kiến thức về xã hội, nhân văn để chuyển từ cách nhìn sinh học đơn thuần sang cách 
nhìn bao quát hơn: cách nhìn nhân học.